# 足の太陽膀胱経
足の太陽膀胱経（あしのたいようぼうこうけい、中国語 足太陽膀胱經 zú tàiyang bangguangjīng、英:The Bladder Meridian of Foot-TaiyangもしくはZutaiyang Pangguangjingxue）とは、膀胱経に属する足を流れる陽経の経絡である。膀胱と腎臓は共に中国の五行（木、火、土、金、水）でいうと水に属するため密接な関係を持つ。流注によると膀胱はもとより、腎臓のまわりを取り囲んでいる。膀胱経の募穴は中極穴（任脈）。
国際表記はBLまたはUBと表記する。

## 流注（経絡の流れの道筋）
内眼角（睛明穴）に起こり、額に上り百会穴で左右が交わる。その支なるものは百会穴より耳の上角に至る。
直行するものは、百会穴より頭蓋内に入り脳を絡い、還り出て項に下り、肩を循り、脊柱を挟んで腰中に抵り腎を絡い膀胱に属する。
その支なるものは、腰中を下って脊を挾み、臀を貫き膕中（委中穴）に入る。
その支なるものは、肩から左右に別れ、背の最も外側を通り、臀部の外側および大腿外側を通って委中穴において先の支別と合する。ついで委中穴から下腿後側を通り外果の後に出て足の外側を循り、足の第5指外側（至陰穴）に終わり、足の少陰腎経に連なる。

## 足の太陽膀胱経に所属する経穴の一覧
以下に出てくる寸、分などの尺は骨度法、同身寸法参照。

### BL1.睛明（せいめい）
兵法：寿脇（じゅきょう）
取穴部位：内眼角の内0.1寸、鼻根との間
禁灸穴
筋肉：内側眼瞼靭帯
知覚神経：眼神経
血管：眼角動脈

### BL2.攢竹（さんちく）
取穴部位：眉毛の内端陥凹部
禁灸穴
筋肉：眼輪筋、前頭筋、皺眉筋
運動神経：顔面神経
知覚神経：眼神経
血管：滑車上動脈

### BL3.眉衝（びしょう）
取穴部位：眉毛の内端の上方、神庭穴と曲差穴の間、神庭穴の外7分5厘
筋肉：前頭筋
運動神経：顔面神経
知覚神経：眼窩上神経
血管：眼窩上動脈

### BL4.曲差（きょくさ）
取穴部位：神庭穴と頭維穴を結ぶ線上で、神庭穴の外1寸5分、神庭穴と頭維穴の間を3等分し、神庭穴、曲差穴、本神穴、頭維穴と等間隔に取る。
筋肉：前頭筋
運動神経：顔面神経
知覚神経：眼窩上神経
血管：眼窩上動脈、滑車上動脈

### BL5.五処（ごしょ）
取穴部位：曲差穴の後5分、上星穴の外1寸5分
筋肉：前頭筋
運動神経：顔面神経
知覚神経：眼窩上神経
血管：眼窩上動脈

### BL6.承光（しょうこう）
取穴部位：曲差穴の後2寸、五処穴の後1寸5分
禁灸穴
筋肉：帽状腱膜
知覚神経：眼窩上神経
血管：眼窩上動脈、浅側頭動脈

### BL7.通天（つうてん）
取穴部位：曲差穴の後3寸5分、承光穴の後1寸5分
筋肉：帽状腱膜
知覚神経：眼窩上神経
血管：眼窩上動脈、浅側頭動脈

### BL8.絡却（らっきゃく）
取穴部位：曲差穴の後5寸、通天穴の後1寸5分
禁鍼穴
筋肉：帽状腱膜
知覚神経：大後頭神経
血管：後頭動脈、浅側頭動脈

### BL9.玉枕（ぎょくちん）
取穴部位：絡却穴の後1寸5分、脳戸穴の外1寸3分
禁鍼穴
筋肉：後頭筋
運動神経：顔面神経
知覚神経：大後頭神経
血管：後頭動脈

### BL10.天柱（てんちゅう）
取穴部位：瘂門穴の外、1寸3分
筋肉：僧帽筋、頭半棘筋、頭板状筋
運動神経：副神経、頚神経叢筋枝、脊髄神経後枝
知覚神経：大後頭神経
血管：後頭動脈

### BL11.大杼（だいじょ）
取穴部位：第1・第2胸椎棘突起間（陶道穴）の外1寸5分、
要穴：骨会
筋肉：僧帽筋、菱形筋
運動神経：副神経、頚神経叢筋枝、肩甲背神経
知覚神経：胸神経後枝
血管：頚横動脈の枝、肋間動脈

### BL12.風門（ふうもん）
取穴部位：第2・第3胸椎棘突起間の外1寸5分
筋肉：僧帽筋、菱形筋
運動神経：副神経、頚神経叢筋枝、肩甲背神経
知覚神経：胸神経後枝
血管：頚横動脈の枝、肋間動脈

### BL13.肺兪（はいゆ）
兵法：早打（はやうち）
取穴部位：第3・第4胸椎棘突起間（身柱穴）の外1寸5分
要穴：肺経の兪穴
筋肉：僧帽筋、菱形筋
運動神経：副神経、頚神経叢筋枝、肩甲背神経
知覚神経：胸神経後枝
血管：頚横動脈の枝、肋間動脈

### BL14.厥陰兪（けついんゆ）
取穴部位：第4・第5胸椎棘突起間（巨闕兪穴）の外1寸5分
要穴：心包経の兪穴
筋肉：僧帽筋、菱形筋
運動神経：副神経、頚神経叢筋枝、肩甲背神経
知覚神経：胸神経後枝
血管：頚横動脈の枝、肋間動脈

### BL15.心兪（しんゆ）
取穴部位：第5・第6胸椎棘突起間（神道穴）の外1寸5分
要穴：心経の兪穴
筋肉：僧帽筋、菱形筋
運動神経：副神経、頚神経叢筋枝、肩甲背神経
知覚神経：胸神経後枝
血管：頚横動脈の枝、肋間動脈

### BL16.督兪（とくゆ）
取穴部位：第6・第7胸椎棘突起間（霊台穴）の外1寸5分
筋肉：僧帽筋、菱形筋
運動神経：副神経、頚神経叢筋枝、肩甲背神経
知覚神経：胸神経後枝
血管：肋間動脈背枝

### BL17.膈兪（かくゆ）
取穴部位：第7・第8胸椎棘突起間（至陽穴）の外1寸5分
要穴：血会
筋肉：僧帽筋
運動神経：副神経、頚神経叢筋枝
知覚神経：胸神経後枝
血管：肋間動脈

### BL18.肝兪（かんゆ）
取穴部位：第9・第10胸椎棘突起間（筋縮穴）の外1寸5分
要穴：肝経の兪穴
筋肉：僧帽筋、広背筋
運動神経：副神経、頚神経叢筋枝、胸背神経
知覚神経：胸神経後枝
血管：肋間動脈

### BL19.胆兪（たんゆ）
取穴部位：第10・第11胸椎棘突起間（中枢穴）の外1寸5分
要穴：胆経の兪穴
筋肉：広背筋、腰背腱膜
運動神経：胸背神経
知覚神経：胸神経後枝
血管：肋間動脈

### BL20.脾兪（ひゆ）
取穴部位：第11・第12胸椎棘突起間（脊中穴）の外1寸5分
要穴：脾経の兪穴
筋肉：広背筋、腰背腱膜
運動神経：胸背神経
知覚神経：胸神経後枝
血管：肋間動脈

### BL21.胃兪（いゆ）
取穴部位：第12胸椎・第1腰椎棘突起間（接脊穴）の外1寸5分
要穴：胃経の兪穴
筋肉：広背筋、腰背腱膜
運動神経：胸背神経
知覚神経：胸神経後枝
血管：肋間動脈

### BL22.三焦兪（さんしょうゆ）
取穴部位：第1・第2腰椎棘突起間（懸枢穴）の外1寸5分
要穴：三焦経の兪穴
筋肉：広背筋、腰背腱膜
運動神経：胸背神経
知覚神経：腰神経後枝
血管：腰動脈

### BL23.腎兪（じんゆ）
取穴部位：第2・第3腰椎棘突起間（命門穴）の外1寸5分
要穴：腎経の兪穴
筋肉：腰背腱膜
知覚神経：腰神経後枝
血管：腰動脈

### BL24.気海兪（きかいゆ）
取穴部位：第3・第4腰椎棘突起間の外1寸5分
筋肉：腰背腱膜
知覚神経：腰神経後枝
血管：腰動脈背枝

### BL25.大腸兪（だいちょうゆ）
取穴部位：第4・第5腰椎棘突起間（腰陽関穴）の外1寸5分
要穴：大腸経の兪穴
筋肉：腰背腱膜
知覚神経：腰神経後枝
血管：腰動脈

### BL26.関元兪（かんげんゆ）
取穴部位：第5腰椎棘突起と正中仙骨稜第1仙椎棘突起間（上仙穴）の外1寸5分
筋肉：仙棘筋、腰背腱膜
運動神経：脊髄神経後枝
知覚神経：腰神経後枝
血管：腰動脈背枝

### BL27.小腸兪（しょうちょうゆ）
取穴部位：正中仙骨稜第1仙椎棘突起部の下外方1寸5分
要穴：小腸経の兪穴
筋肉：腰背腱膜
知覚神経：中殿皮神経
血管：外側仙骨動脈

### BL28.膀胱兪（ぼうこうゆ）
取穴部位：正中仙骨稜第2仙椎棘突起部の下外方1寸5分
要穴：膀胱経の兪穴
筋肉：大殿筋、仙棘筋
運動神経：下殿神経、脊髄神経後枝
知覚神経：中殿皮神経
血管：外側仙骨動脈

### BL29.中膂兪（ちゅうりょゆ）
取穴部位：正中仙骨稜第3仙椎棘突起部の下外方1寸5分
筋肉：大殿筋、仙棘筋
運動神経：下殿神経、脊髄神経後枝
知覚神経：中殿皮神経
血管：外側仙骨動脈

### BL30.白環兪（はっかんゆ）
取穴部位：正中仙骨稜第4仙椎棘突起部の下外方1寸5分、仙骨裂孔の外1寸5分
禁灸穴
筋肉：大殿筋、仙棘筋
運動神経：下殿神経、脊髄神経後枝
知覚神経：中殿皮神経
血管：外側仙骨動脈

### BL31.上髎（じょうりょう）
取穴部位：第1後仙骨孔部
筋肉：仙棘筋
運動神経：脊髄神経後枝
知覚神経：中殿皮神経
血管：外側仙骨動脈

### BL32.次髎（じりょう）
取穴部位：第2後仙骨孔部、上後腸骨棘の高さで取穴
筋肉：仙棘筋
運動神経：脊髄神経後枝
知覚神経：中殿皮神経
血管：外側仙骨動脈

### BL33.中髎（ちゅうりょう）
取穴部位：第3後仙骨孔部
筋肉：仙棘筋
運動神経：脊髄神経後枝
知覚神経：中殿皮神経
血管：外側仙骨動脈

### BL34.下髎（げりょう）
取穴部位：第4後仙骨孔部
筋肉：仙棘筋
運動神経：脊髄神経後枝
知覚神経：中殿皮神経
血管：外側仙骨動脈

### BL35.会陽（えよう）
取穴部位：尾骨下端の外5分、長強穴と同じ高さ
筋肉：大殿筋
運動神経：下殿神経
知覚神経：会陰神経（陰部神経の枝）
血管：下直腸動脈

### BL36.承扶（しょうふ）
兵法：臀下（でんか）
取穴部位：殿溝の中央
禁灸穴
筋肉：大殿筋、半腱様筋、大腿二頭筋
運動神経：下殿神経、坐骨神経
知覚神経：後大腿皮神経、下殿皮神経（坐骨神経幹が深部を走る）
血管：下殿動脈

### BL37.殷門（いんもん）
取穴部位：後大腿部のほぼ中央、承扶穴と委中穴を結ぶ線のほぼ中央
禁灸穴
筋肉：大腿二頭筋、半腱様筋
運動神経：坐骨神経
知覚神経：後大腿皮神経（坐骨神経幹が深部を走る）
血管：貫通動脈

### BL38.浮郄（ふげき）
取穴部位：委陽穴の上1寸、大腿二頭筋の内縁
筋肉：大腿二頭筋
運動神経：坐骨神経
知覚神経：後大腿皮神経（総腓骨神経幹が走る）
血管：外側上膝動脈

### BL39.委陽（いよう）
取穴部位：膝窩横紋の外端、大腿二頭筋の内縁
要穴：手の少陽三焦経の下合穴
筋肉：大腿二頭筋、腓腹筋外側頭
運動神経：坐骨神経、脛骨神経
知覚神経：後大腿皮神経（総腓骨神経幹が走る）
血管：外側上膝動脈

### BL40.委中（いちゅう）
兵法：膝膕（しっこく）
取穴部位：膝窩横紋の中央
要穴：合土穴、四総穴、足の太陽膀胱経の下合穴
筋肉：膝窩筋、足底筋
運動神経：脛骨神経
知覚神経：後大腿皮神経（総腓骨神経幹が走る）
血管：膝窩動脈

### BL41.附分（ふぶん）
取穴部位：第2・第3胸椎棘突起間の外3寸
筋肉：僧帽筋、菱形筋
運動神経：副神経、頚神経叢筋枝、肩甲背神経
知覚神経：胸神経後枝
血管：頚横動脈

### BL42.魄戸（はくこ）
取穴部位：第3・第4胸椎棘突起間の外3寸
筋肉：僧帽筋、菱形筋
運動神経：副神経、頚神経叢筋枝、肩甲背神経
知覚神経：胸神経後枝
血管：頚横動脈

### BL43.膏肓（こうこう）
取穴部位：第4・第5胸椎棘突起間の外3寸
筋肉：僧帽筋、菱形筋
運動神経：副神経、頚神経叢筋枝、肩甲背神経
知覚神経：胸神経後枝
血管：頚横動脈

### BL44.神堂（しんどう）
取穴部位：第5・第6胸椎棘突起間の外3寸
筋肉：僧帽筋、菱形筋
運動神経：副神経、頚神経叢筋枝、肩甲背神経
知覚神経：胸神経後枝
血管：頚横動脈

### BL45.譩譆（いき）
取穴部位：第6・第7胸椎棘突起間の外3寸
筋肉：菱形筋
運動神経：肩甲背神経
知覚神経：胸神経後枝
血管：頚横動脈

### BL46.膈関（かくかん）
取穴部位：第7・第8胸椎棘突起間の外3寸
筋肉：広背筋
運動神経：胸背神経
知覚神経：胸神経後枝
血管：肋間動脈

### BL47.魂門（こんもん）
取穴部位：第9・第10胸椎棘突起間の外3寸
筋肉：広背筋
運動神経：胸背神経
知覚神経：胸神経後枝
血管：肋間動脈

### BL48.陽綱（ようこう）
取穴部位：第10・第11胸椎棘突起間の外3寸
筋肉：広背筋
運動神経：胸背神経
知覚神経：胸神経後枝
血管：肋間動脈

### BL49.意舎（いしゃ）
取穴部位：第11・第12胸椎棘突起間の外3寸
筋肉：広背筋
運動神経：胸背神経
知覚神経：胸神経後枝
血管：肋間動脈

### BL50.胃倉（いそう）
取穴部位：第12胸椎・第1腰椎棘突起間の外3寸
筋肉：広背筋
運動神経：胸背神経
知覚神経：胸神経後枝
血管：肋間動脈

### BL51.肓門（こうもん）
取穴部位：第1・第2腰椎棘突起間の外3寸
筋肉：広背筋
運動神経：胸背神経
知覚神経：腰神経後枝
血管：腰動脈

### BL52.志室（ししつ）
取穴部位：第2・第3腰椎棘突起間の外3寸
筋肉：広背筋
運動神経：胸背神経
知覚神経：腰神経後枝
血管：腰動脈

### BL53.胞肓（ほうこう）
取穴部位：正中仙骨稜第2仙椎棘突起部の下外方3寸
筋肉：大殿筋、中殿筋
運動神経：下殿神経、上殿神経
知覚神経：中殿皮神経、上殿皮神経
血管：上殿動脈

### BL54.秩辺（ちっぺん）
取穴部位：正中仙骨稜第3仙椎棘突起部の下外方3寸
筋肉：大殿筋、中殿筋
運動神経：下殿神経、上殿神経
知覚神経：中殿皮神経、上殿皮神経
血管：上殿動脈

### BL55.合陽（ごうよう）
取穴部位：委中穴の直下3寸（委中穴の直下2寸の説もある）、合陽穴から承山穴までは、深部を脛骨神経が走り、後脛骨動脈が通る
筋肉：腓腹筋
運動神経：脛骨神経
知覚神経：内側腓腹皮神経
血管：後脛骨動脈

### BL56.承筋（しょうきん）
兵法：草靡（くさなぎ）
取穴部位：委中穴の下5寸、腓腹筋の最もふくらんだところの中央で、内側頭と外側頭の筋溝、委中穴のほぼ5寸に当たる
禁鍼穴
筋肉：腓腹筋
運動神経：脛骨神経
知覚神経：内側腓腹皮神経
血管：後脛骨動脈

### BL57.承山（しょうざん）
取穴部位：委中穴の下8寸、腓腹筋内側頭と外側頭の筋溝下端、アキレス腱の上方から腓腹筋の間を圧上して、指の止まるところに取る
筋肉：腓腹筋
運動神経：脛骨神経
知覚神経：内側腓腹皮神経
血管：後脛骨動脈

### BL58.飛揚（ひよう）
取穴部位：崑崙穴の直上7寸、腓腹筋下垂部の外縁、腓腹筋とヒラメ筋との間
要穴：絡穴
筋肉：腓腹筋
運動神経：脛骨神経
知覚神経：外側腓腹皮神経
血管：腓骨動脈

### BL59.跗陽（ふよう）
取穴部位：崑崙穴の直上3寸、アキレス腱の外縁
筋肉：ヒラメ筋
運動神経：脛骨神経
知覚神経：外側腓腹皮神経
血管：腓骨動脈

### BL60.崑崙（こんろん）
取穴部位：外果で最も尖ったところの高さで、外果とアキレス腱の間、陥凹部
要穴：経火穴
筋肉：アキレス腱、長腓骨筋腱、短腓骨筋腱
運動神経：脛骨神経、浅腓骨神経
知覚神経：外側腓腹皮神経
血管：腓骨動脈

### BL61.僕参（ぼくしん）
取穴部位：崑崙穴の直下、踵骨外側面の陥凹部
筋肉：下伸筋支帯
知覚神経：外側踵骨枝（腓腹神経の枝）
血管：腓骨動脈

### BL62.申脈（しんみゃく）
兵法：外黒節（そとくろぶし）
取穴部位：外果直下5分、長・短腓骨筋腱の下
禁灸穴
筋肉：下伸筋支帯、長腓骨筋腱、短腓骨筋腱
運動神経：浅腓骨神経
知覚神経：外側足背皮神経
血管：外果動脈網

### BL63.金門（きんもん）
取穴部位：申脈穴の前下方、踵立方関節の外側陥凹部
要穴：郄穴
筋肉：長腓骨筋腱、短腓骨筋腱
運動神経：浅腓骨神経
知覚神経：外側足背皮神経
血管：外果動脈網

### BL64.京骨（けいこつ）
取穴部位：第5中足骨後端の隆起の後の陥凹部、表裏の肌目陥凹部
要穴：原穴
筋肉：短腓骨筋腱
運動神経：浅腓骨神経
知覚神経：外側足背皮神経
血管：外側足底動脈の枝

### BL65.束骨（そっこつ）
取穴部位：第5中足指節関節の後、外側陥凹部
要穴：兪木穴
筋肉：小趾外転筋
運動神経：外側足底神経
知覚神経：外側足背皮神経
血管：外側足底動脈の枝

### BL66.足通谷（あしのつうこく）
取穴部位：第5中足指節関節の前、外側陥凹部
要穴：滎水穴
知覚神経：外側足背皮神経
血管：外側足底動脈の枝

### BL67.至陰（しいん）
取穴部位：足の第5指外側爪甲根部、爪甲の角を去ること1分
要穴：井金穴
知覚神経：外側足背皮神経
血管：外側足底動脈の枝

## 音声用膀胱経経穴名一覧
セイメイ　　サンチク　　ビショー　　キョクサ　　ゴショ　　ショーコー　　ツーテン　　ラッキャク　　ギョクチン　　テンチュー　　ダイジョ　　フーモン　　ハイユ　　ケツインユ　　シンユ　　トクユ　　カクユ　　カンユ　　タンユ　　ヒユ　　イユ　　サンショーユ　　ジンユ　　キカイユ　　ダイチョーユ　　カンゲンユ　　ショーチョーユ　　ボーコーユ　　チューリョユ　　ハッカンユ　　ジョーリョー　　ジリョー　　チューリョー　　ゲリョー　　エヨー　　ショーフ　　インモン　　フゲキ　　イヨー　　イチュー　　フブン　　ハッコ　　コーコー　　シンドー　　イキ　　カクカン　　コンモン　　ヨーコー　　イシャ　　イソー　　コーモン　　シシツ　　ホーコー　　チッペン　　ゴーヨー　　ショーキン　　ショーザン　　ヒヨー　　フヨー　　コンロン　　ボクシン　　シンミャク　　キンモン　　ケイコツ　　ソッコツ　　アシツーコク　　シイン

## 足太陽膀胱経病
主に悪寒発熱、鼻閉、頭痛、項部の強ばり、背腰部痛、膝裏・脹脛・外踝の疼痛、小趾の麻痺などが起こるとされている。